# Stronger Than Death (film fra 1920)
Stronger Than Death er en amerikansk stumfilm fra 1920 af Herbert Blaché.

## Medvirkende
- Alla Nazimova som Sigrid Fersen
- Charles Bryant som Major Tristam Boucicault
- Charles K. French
- Margaret McWade som Mrs. Boucicault
- Herbert Prior som James Barclay
- William Orlamond som Rev. Mr. Meredith (credited as William H. Orlamond)
- Milla Davenport som Mrs. Smithers
- Bhowgan Singh som Ayeshi
- Henry Harmon som Vahana
- Dagmar Godowsky